# John Lanchester

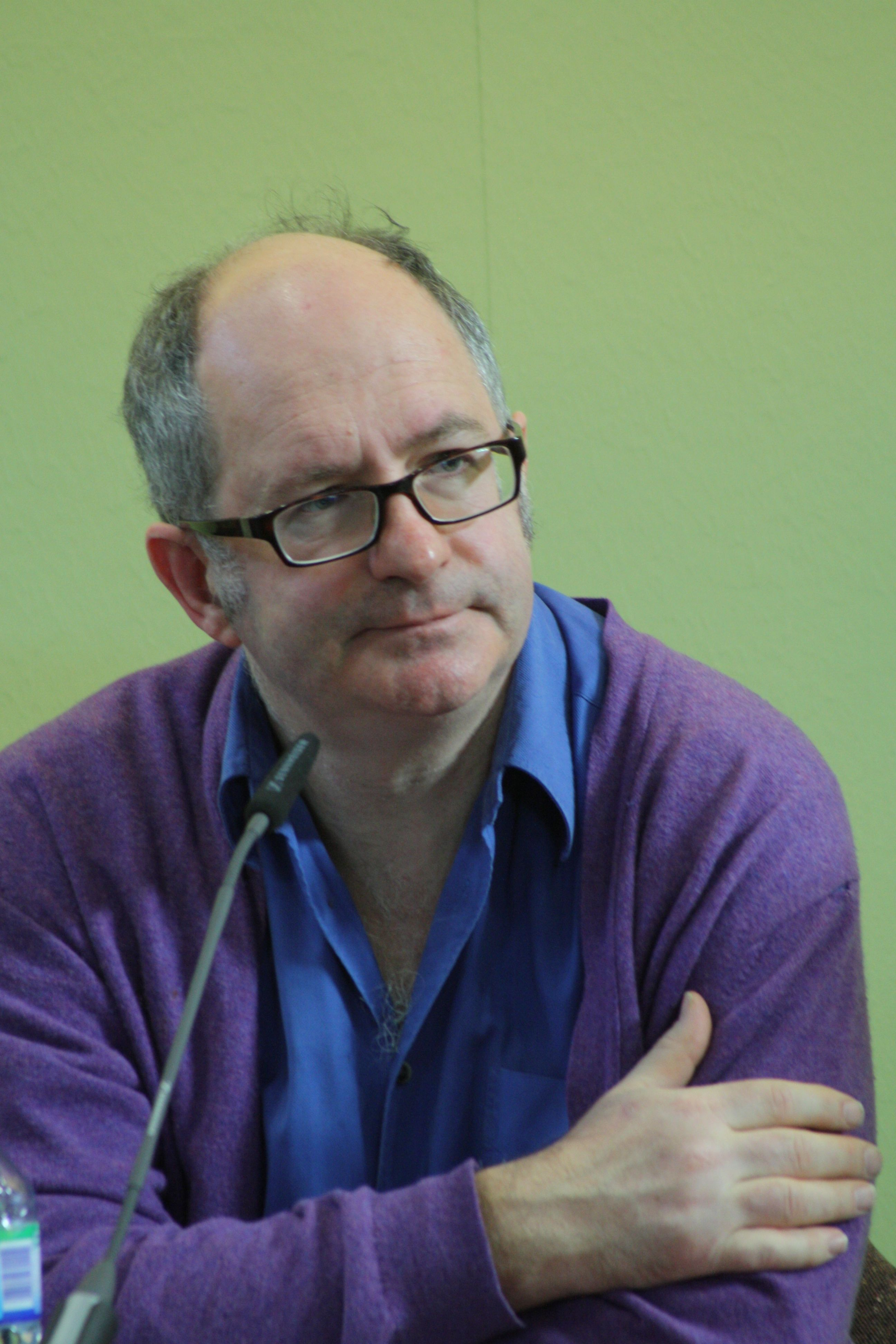
John Lanchester auf der Leipziger Buchmesse 2013

John Lanchester (* 25. Februar 1962 in Hamburg) ist ein britischer Schriftsteller, der für seinen 1996 erschienenen Debütroman The Debt to Pleasure mit zahlreichen Literaturpreisen wie dem Hawthornden-Preis und dem Whitbread Book Award für den besten Debütroman ausgezeichnet wurde. In Deutschland gelang Lanchester 2012 der Durchbruch mit dem Roman Kapital (englisch Capital), einem Buch über das Leben in der Großstadt in den Zeiten der Finanzkrise.

## Leben
Aufgewachsen in Hongkong besuchte Lanchester ab 1972 das exklusive Internat Gresham’s School in Holt (Norfolk). Anschließend studierte er am St John’s College (Oxford).
Lanchester war als Redakteur beim Verlag Penguin Books tätig, ehe er Mitglied der Redaktion der London Review of Books wurde. Daneben war er für zahlreiche Zeitungen und Zeitschriften wie Granta und The New Yorker tätig sowie als Restaurantkritiker für The Observer und Kolumnist für The Daily Telegraph.

## Werk
1996 veröffentlichte Lanchester seinen viel beachteten Debütroman The Debt to Pleasure , eine unorthodoxe und gebildete Autobiografie des unheimlichen Gourmets „Tarquin Winot“. Hierfür erhielt er mehrere Literaturpreise: Den Whitbread Book Award für den besten Debütroman, den Hawthornden-Preis, den Betty Trask Prize sowie den Julia-Child-Award. Das Buch wurde in zwanzig Sprachen übersetzt, ins Deutsche von Melanie Walz.
Sein zweites Buch, der Roman Mr Phillips (2000), ist ein innerer Monolog, der die Gedanken und Fantasien eines arbeitslosen fünfzigjährigen Buchhalters erzählt. Der in Hongkong spielende Roman Fragrant Harbour (2002) wurde für den James Tait Black Memorial Prize nominiert.
Weiterhin erschienen das autobiografisch geprägte Buch Family Romance (2007) sowie im März 2013 „Warum jeder jedem etwas schuldet und keiner jemals etwas zurückzahlt“', eine Darstellung der Finanzkrise ab 2007 (Englisch 2010: Whoops! Why Everyone Owes Everyone and No One Can Pay).
Der Roman Kapital (Orlando Books 2012) schildert in Episoden die Gedanken- und Lebenswelt der Bewohner Londons über einige Monate in den Jahren 2007 und 2008, kurz vor der Bankenkrise nach dem Lehman-Bankrott. Das zeitgenössische Sittengemälde umfasst die ganze Bandbreite der Gesellschaft: von der reichen London City Banker Familie über die pakistanische Ladenbesitzerfamilie, einen afrikanischen Profi-Fußballer, einen erfolgreichen Konzeptkünstler, einen polnischen Allround-Bauhandwerker, ein ungarisches Kindermädchen und eine vor dem Mugabe-Regime geflüchteten jungen Frau aus Zimbabwe, die sich als Politesse durchschlägt. Zusammengehalten wird das Panorama durch die Pepys Road, mit der alle verbunden sind. Aus der literarischen Vorlage des 680-Seiten-Romans machte die BBC eine dreiteilige Mini-Serie, die 2015 von BBC 1 urgesendet wurde. Die deutsche Erstsendung erfolgte auf Arte am 20. April 2017.
Anfang 2019 erschien in England der dystopische Roman The Wall, der für das Vereinigte Königreich nach einem vollzogenen Brexit mit grimmigem Humor und Scharfsinn eine eingemauerte neue Realität ausmalt. Darin schottet sich das Land nach dem Eintritt einer Klimakatastrophe hinter einer 10.000 Kilometer lange Mauer vom Rest der Welt ab, während Klimaflüchtlinge eingeschläfert oder versklavt werden.

## Veröffentlichungen
In deutscher Sprache
- Die Lust und ihr Preis. Aufzeichnungen eines reisenden Gentleman, Originaltitel The Debt to Pleasure, 1996. 2. Auflage, Paul Zsolnay Verlag, Wien München 1996, ISBN 3-552-04803-0.
- Mr. Phillips von 6 bis 7, Originaltitel Mr Phillips, 2002, ISBN 3-552-05185-6.
- Hotel Empire, Hongkong, Originaltitel Fragrant Harbour, 2004, ISBN 3-552-05324-7.
- Kapital, Roman, ins Deutsche übersetzt von Dorothee Merkel, Originaltitel Capital, 2012. 5. Auflage, Klett-Cotta, Stuttgart 2012, ISBN 978-3-608-93985-9.
- Warum jeder jedem etwas schuldet und keiner jemals etwas zurückzahlt: Die bizarre Geschichte der Finanzen, Originaltitel Whoops! Why Everyone Owes Everyone and No One Can Pay, 2010. Klett-Cotta, Stuttgart 2013, ISBN 978-3-608-94747-2.
- Die Sprache des Geldes und warum wir sie nicht verstehen (sollen), Originaltitel How to Speak Money: What the Money People Say--And What It Really Means, 2014. Klett-Cotta, Stuttgart 2015, ISBN 978-3-608-94899-8.
- Die Mauer, 348 S., aus dem Englischen von Dorothee Merkel, Klett-Cotta Verlag, Stuttgart 2019, ISBN 978-3-608-96391-5.[8]